# 大城勝太
大城 勝太（おおしろ しょうた、1980年8月15日 - ）は、エフエム沖縄のアナウンサー。

## 来歴
沖縄県国頭郡伊江村（伊江島）生まれ。糸満市で育ち、2025年現在は浦添市在住。
沖縄県立向陽高等学校在学中の1998年に第45回NHK杯全国高校放送コンテストに出場し、朗読部門で優良賞を受賞。卒業後には琉球大学教育学部へ進学し（学校教育教員養成課程国語教育専修）、小中高の教員免許を取得した（中学校・高校：国語、小学校：二種免許状）。
大学を卒業後、通信制高校の八洲学園大学国際高等学校に国語科の教員として一時勤務。離職後、沖縄情報経理専門学校の講師を3か月務めた。
その後は放送業界へ転身。2003年11月にエフエム沖縄に入社し、同局のアナウンサーになる。後に放送制作部次長に就任した。
社外では、2016年4月から2018年3月まで日本産業カウンセラー協会沖縄支部の副支部長をボランティアで務めていた。

## 担当番組
- FMモーニングビュー[2]
- Fine! - ディレクター兼月曜・火曜パーソナリティ[5] → プロデューサー兼月曜・火曜パーソナリティ[6]
- スズキ 前向きドライブ - ディレクター[5]
- Sh@reTIME（2018年1月 - 2021年6月） - 木曜・金曜ディレクター[6]